# Prîiutivka
Prîiutivka (în ucraineană Приютівка) este o așezare de tip urban din raionul Oleksandria, regiunea Kirovohrad, Ucraina. În afara localității principale, nu cuprinde și alte sate.

## Demografie
Componența lingvistică a așezării de tip urban Prîiutivka
     Ucraineană (94,92%)
     Rusă (4,61%)
     Alte limbi (0,48%)
Conform recensământului din 2001, majoritatea populației așezării de tip urban Prîiutivka era vorbitoare de ucraineană (94,92%), existând în minoritate și vorbitori de rusă (4,61%).